# Andrés Orozco-Estrada
Andrés Orozco-Estrada est un chef d'orchestre colombien né le 14 décembre 1977 à Medellín.

## Biographie
Andrés Orozco-Estrada naît le 14 décembre 1977 à Medellín. 
Il commence son apprentissage musical par l'étude du violon à l'Instituto Musical Diego Echavarría de sa ville natale, avant de travailler la direction d'orchestre en 1992 avec Cecilia Espinosa et Alejandro Posada Gómez (en), puis de se perfectionner à Vienne en 1997 avec Uroš Lajovic (en) à l'Académie de musique et des arts du spectacle. 
En 1999, il est lauréat du Concours international de Zagreb. Il se perfectionne ensuite à Dresde, auprès de Colin Davis. 
Entre 2004 et 2006, Andrés Orozco-Estrada est assistant au Tonkünstler-Orchester Niederösterreich de Vienne, et entre 2005 et 2007, directeur musical de l'Opéra de Klosterneuburg. Il dirige aussi l'ensemble Recreation à Graz entre 2005 et 2009. 
En 2007, il est chef principal invité de l'Orchestre symphonique d'Euskadi, formation dont il devient directeur musical entre 2009 et 2013.   
Entre 2009 et 2015, Andrés Orozco-Estrada est chef principal de l'Orchestre Tonkünstler. En 2012, il est remarqué en remplaçant au pied levé Riccardo Muti à la tête de l'Orchestre philharmonique de Vienne. Il fait ses débuts au Festival de Glyndebourne avec Don Giovanni de Mozart en 2014.   
Comme chef d'orchestre, il est le créateur de Musik: Leicht Flüchtig de Kurt Schwertsik (2013) et Tagebuch de Friedrich Cerha (2014), notamment.   
Il est directeur musical de l'Orchestre symphonique de Houston entre 2014 et 2021, , premier chef invité de l'Orchestre philharmonique de Londres entre 2015 et 2020,, chef principal de l'Orchestre symphonique de la radio de Francfort entre 2014 et 2022,, et chef principal de l'Orchestre symphonique de Vienne à compter de 2021, poste dont il démissionne en 2022.   
En 2023, Andrés Orozco-Estrada est nommé directeur musical de l’Orchestre du Gürzenich et de l’Opéra de Cologne à partir de 2025.   
À compter d'octobre 2023, il est chef principal de l'Orchestre symphonique national de la RAI à Turin, pour une durée de trois ans.   